# Rociana del Condado
Rociana del Condado es un municipio español de la provincia de Huelva, Andalucía. El municipio cuenta con una población de 7985 habitantes (INE 2024), siendo la cuarta localidad más poblada de la comarca de El Condado. Su extensión superficial es de 74 km². Se encuentra situada a una distancia de 37 kilómetros de la capital de provincia, Huelva, a 64 kilómetros de la capital autonómica, Sevilla  y a una altitud de 107 m s. n. m. El centro histórico de Rociana del Condado fue declarado como Bien de Interés Cultural en noviembre de 2002.

## Elementos identificativos

### Símbolos
El blasón que define la representación heráldica oficial del escudo del municipio, aprobado junto con la bandera por el pleno municipal el 28 de marzo de 1996, en virtud del Decreto 263/1996 de la Consejería de Gobernación del gobierno autonómico, es el siguiente:

«Escudo. De azur y una palmera arrancada de plata acostada de dos calderas jaqueladas de oro y gules y gringoladas de siete sierpes salientes de sinoples en cada asa, lenguadas de gules, tres de la diestra afrontadas con tres de la siniestra en abismo, y las cuatro que salen fuera por cada lado, de espaldas. Al timbre Corona Real española cerrada.»
Boletín Oficial de la Junta de Andalucía nº 86 de 27 de julio de 1996

Y la descripción vexilológica de la bandera es la siguiente:

«Bandera. Rectangular en la proporción de 11x18, compuesta por tres franjas paralelas entre sí y perpendiculares al asta, de colores azul, blanco y azul, ocupando la primera y tercera 1/4 de la anchura y la segunda 2/4, con el escudo de armas centrado y superpuesto.»
Boletín Oficial de la Junta de Andalucía nº 86 de 27 de julio de 1996

### Toponimia
El topónimo de Rociana parece derivar del nombre de la originaria villa romana, siguiendo la construcción latina del antropónimo romano de la familia propietaria de la villa unido al sufijo «-ana», que significa “propiedad de”. El nombre familiar pudo ser «Roscius», «Rossius» o «Rosidius», que en latín significa rocío, compartiendo origen con el de la aldea de El Rocío.
La incorporación del agregado «del Condado», fue aprobado por unanimidad en sesión plenaria del ayuntamiento el 31 de agosto de 1959, a propuesta del concejal Diego Contreras Bejarano, con la idea de aumentar la publicidad a la producción vitivinícola local, principal productor de la comarca, y de preparar su entrada en la denominación de origen que impulsaban La Palma del Condado y Bollullos Par del Condado, en relación con el antiguo Condado de Niebla. Este cambio de denominación fue aprobado por el Consejo de Ministros el 31 de mayo de 1960.

## Historia
Restos arqueológicos neolíticos, calcolíticos, romanos, visigodos y musulmanes hallados en el actual enclave urbano y alrededores de Rociana nos hablan de su antigüedad más remota; su situación geográfica dentro del área de Tartessos, próxima a la costa atlántica y a Niebla, justifica aquella multitud de civilizaciones que se asentaron en su territorio.
Las etapas históricas más conocidas, por la abundancia de datos, son la Medieval y la Moderna, etapas en que Rociana se halla entre los señoríos jurisdiccionales de la Casa de Medina Sidonia.

### Edad Media
Según los cronistas castellanos del siglo XIII, Rociana fue una aldea o facanía dentro del Reino Taifa de Lebra o Algarbe, con capital en Niebla, en tiempos del rey Aben Mafot. En 1262 las huestes cristianas de Alfonso X de Castilla conquistaron esta capital y el territorio del reino Taifa pasó a pertenecer a los reinos castellanos, divididos administrativamente en los Concejos de Gibraleón, Huelva y Niebla, siendo este el más extenso y poblado, con multitud de aldeas, cuyos términos estaban difusamente delimitados. Rociana se beneficiará de todas las mercedes, prebendas y privilegios reales que se otorgaron para la repoblación de reinos recién conquistados y fronterizos con los musulmanes. 
Durante los siglos XIII al XV, la principal riqueza de Rociana fue la ganadería, seguida de cierta producción cerealística y vinícola, en contraste con la marcada ausencia de manufacturas e industria importantes.
En 1368, el rey Enrique II de Castilla, y en pago de los servicios prestados por Juan Alonso Pérez de Guzmán y Osorio, le concedió el territorio del Concejo de Niebla, con el título de condado de Niebla, el primero que se creó en Andalucía.
Rociana gozará ahora de su propio gobierno, representado por el cabildo o ayuntamiento, compuesto por tres regidores, dos alcaldes, un síndico procurador y un juez de Heredades, todos vecinos de Rociana, confirmados en sus oficios por los Condes y luego Duques de Medina Sidonia. La terna de los futuros gobernantes de Rociana era propuesta anualmente por el Cabildo, que tenía en cuenta la riqueza personal y veces que habían ejercido aquellos oficios los aspirantes. Ester primigenio gobierno municipal regia todos los aspectos sociales, políticos y económicos del pueblo, excepto en la administración de Justicia que correspondía al Corregidor del Condado, quien no obstante, podía ceder sus competencias a los Regidores en ciertos pleitos poco importantes.
Con esta autonomía limitada que le confirió el gobierno municipal, Rociana inició un nuevo periplo histórico característico; defendió los intereses generales del vecindario y mantuvo una pugna constante con los pueblos vecinos que trataban de ampliar sus territorios a costa del término de Rociana.

### Edad Moderna y Contemporánea
Durante el Antiguo Régimen, siglos XVI al XVIII, Rociana asistió a una serie de transformaciones importantes de diversa índole que marcarían su devenir histórico.
En primer lugar, se produjo un paso de una economía de dominio pastoril a otra de predominio agrícola que pronto la superaría sus bastos cultivos de cereales, viñedos y olivares. Los viñedos destacarán pronto entre los demás cultivos tras recibir un fuerte impulso por la demanda interior y de América y por la arribada de inversores de otras provincias españolas, principalmente de la Rioja y Las Vascongadas. La población en continuo aumento, se triplicó entre 1550 y 1636, lo que repercutió sobre el crecimiento del casco urbano y planteó la necesidad de nuevas tierras de cultivo, disminuyendo sensiblemente las dehesas, bosques y pastizales, unas veces con licencias de autoridades y otras, la mayoría por la fuerza, a través de rozas ilegales.
En cuanto a temas religiosos, abundaron en Rociana, desde el siglo XVI, cofradías, hermandades, fundaciones piadosas y patronatos de legos, producto de donaciones económicas y de asociaciones de gremios profesionales y productores, cuyas funciones se realizaban en la iglesia parroquial, de la que se conserva un boceto del siglo XVI.

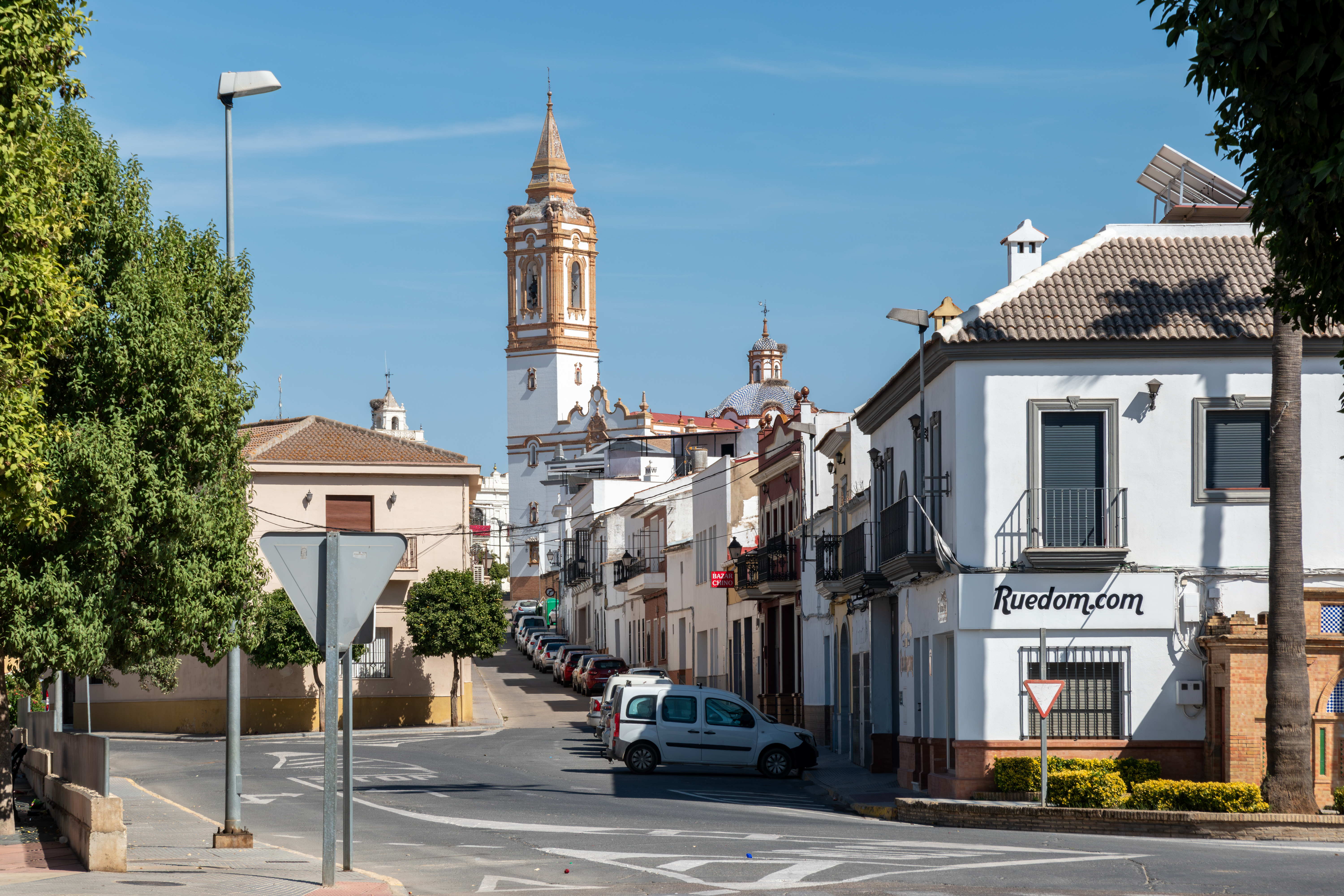
Vistas de la iglesia de San Bartolomé desde la avenida de Niebla

En este sentido, a fines del siglo XV, los frailes dominicos y a iniciativa del Padre Pedro Martín Calvo, levantaron el primer convento de esta orden regular en el Condado, sobre cuyos restos arquitectónicos está construida la Casa de Cultura de Rociana. Por expreso deseo del duque, a partir de 1580, todo el Condado debía celebrar el día de Santo Domingo. Esta Celebración, junto con la del Corpus Christi, fueron las más importantes de Rociana hasta el siglo XVIII, que fueron sustituidas por las de San Bartolomé Apóstol y la de Nuestra Señora del Socorro.
Desde el siglo XVIII, Rociana participó, junto con otros pueblos del Condado, en un movimiento generalizado de los Ayuntamiento por lograr su autonomía política respecto a Niebla y al señorío de Medina Sidonia, apoyados por la acción centralizadora de la monarquía Borbónica.
Pero Rociana tuvo que esperar a las disposiciones constitucionales de las Cortes de Cádiz y las de 1833, Ley de Señoríos, por las que fueron anulados definitivamente todos los Señoríos jurisdiccionales, iniciándose la nueva división administrativa y territorial que ha perdurado hasta nuestros días.
En 1943 la Diputación provincial elige mayoritariamente a su alcalde Rafael Vallejo Ferraro para el cargo de procurador en Cortes en la I Legislatura de las Cortes Españolas (1943-1946), representando  a los Municipios de esta provincia

## Geografía física

### Ubicación
Rociana del Condado se halla en el interior de la comarca del Condado de Huelva, en la provincia de Huelva, entre los 37°18′ de latitud Norte y los 6°35′ de longitud Oeste, entre la campiña y la franja litoral del océano Atlántico.
El municipio se encuentra situado en pleno corazón de la comarca onubense del Condado y de la Comarca de Doñana, de la que participa en sus principales rasgos físicos y humanos, y en la que se encuadra administrativamente desde sus orígenes históricos. Con aspecto triangular, el término municipal está compuesto por 7195 hectáreas. Limita al norte con Villarrasa; al Noreste, con Bollullos Par del Condado; al Sur y Sureste, con Almonte; al oeste, con Bonares; y al noroeste, con Niebla.
El núcleo urbano rocianero se emplaza en la ladera Sur de la meseta del Condado, a 98 metros de altitud sobre el nivel del mar, localizado en la mitad norte de su término, desde donde se domina la amplia campiña. Cuenta con un acceso desde la autopista A-49 Huelva-Sevilla por el desvío de Rociana-Villarrasa y con otro, a través del desvío de Niebla Bonares777 que enlaza con la local A-484.
| Noroeste: Niebla  | Norte: Villarrasa   | Noreste: Bollullos Par del Condado |
| Oeste: Bonares    | Rosa de los vientos | Este: Bollullos Par del Condado    |
| Suroeste: Bonares | Sur: Almonte        | Sureste: Almonte                   |

### Clima
Según la clasificación climática de Köppen, en Rociana, donde existe una considerable disminución de las precipitaciones en la época estival, mientras que la temperatura media del mes más cálido supera los 22 °C y la del mes más frío se encuentra entre los -3 °C y los 18 °C, el clima corresponde con el tipo Csa – Mediterráneo Típico, clima predominante en las zonas de interior de la mitad sur de la península ibérica.
Por otra parte, según la clasificación agroclimática de Papadakis, en Rociana el tipo de clima correspondería al Mediterráneo Subtropical, con inviernos de tipo Ci y veranos de tipo G. El régimen térmico es Subtropical Cálido (SU), mientras que el régimen hídrico o de humedad se clasifica en Mediterráneo Húmedo (ME), lo que supone que sus tierras de cultivo sean apropiadas para los cítricos, los olivos o los cereales.
| Parámetros climáticos promedio de Rociana del Condado          | Parámetros climáticos promedio de Rociana del Condado | Parámetros climáticos promedio de Rociana del Condado | Parámetros climáticos promedio de Rociana del Condado | Parámetros climáticos promedio de Rociana del Condado | Parámetros climáticos promedio de Rociana del Condado | Parámetros climáticos promedio de Rociana del Condado | Parámetros climáticos promedio de Rociana del Condado | Parámetros climáticos promedio de Rociana del Condado | Parámetros climáticos promedio de Rociana del Condado | Parámetros climáticos promedio de Rociana del Condado | Parámetros climáticos promedio de Rociana del Condado | Parámetros climáticos promedio de Rociana del Condado | Parámetros climáticos promedio de Rociana del Condado |
| Mes                                                            | Ene.                                                  | Feb.                                                  | Mar.                                                  | Abr.                                                  | May.                                                  | Jun.                                                  | Jul.                                                  | Ago.                                                  | Sep.                                                  | Oct.                                                  | Nov.                                                  | Dic.                                                  | Anual                                                 |
| -------------------------------------------------------------- | ----------------------------------------------------- | ----------------------------------------------------- | ----------------------------------------------------- | ----------------------------------------------------- | ----------------------------------------------------- | ----------------------------------------------------- | ----------------------------------------------------- | ----------------------------------------------------- | ----------------------------------------------------- | ----------------------------------------------------- | ----------------------------------------------------- | ----------------------------------------------------- | ----------------------------------------------------- |
| Temp. media (°C)                                               | 10.80                                                 | 11.70                                                 | 13.20                                                 | 15.00                                                 | 18.30                                                 | 21.80                                                 | 25.00                                                 | 24.70                                                 | 21.70                                                 | 18.20                                                 | 13.30                                                 | 10.70                                                 | 17.00                                                 |
| Precipitación total (mm)                                       | 96.50                                                 | 92.10                                                 | 63.80                                                 | 46.10                                                 | 28.50                                                 | 24.50                                                 | 0                                                     | 1.80                                                  | 18.30                                                 | 62.30                                                 | 92.00                                                 | 103.60                                                | 629.30                                                |
| Fuente: SIGA, Ministerio de Agricultura, Pesca y Alimentación. |                                                       |                                                       |                                                       |                                                       |                                                       |                                                       |                                                       |                                                       |                                                       |                                                       |                                                       |                                                       |                                                       |

## Demografía
Rociana del Condado cuenta con una población de 7985 habitantes (INE 2024).
| Gráfica de evolución demográfica de Rociana del Condado entre 1842 y 2021                                           |
| |
| Población de derecho según los censos de población del INE Población de hecho según los censos de población del INE |

El mayor aumento de la población ocurrió en la segunda mitad del siglo XIX, en la cual la población se duplicó. En la primera mitad del siglo XX, la población aumentó un 47%. Sin embargo, tras la Guerra Civil la población se mantuvo casi constante hasta finales de siglo, con una ligera variación de aproximadamente ±300 habitantes (±4,8%).
En la primera década del siglo XXI, el número de residentes experimentó un fuerte incremento debido a las políticas de libre circulación de la Unión Europea y la consiguiente incorporación de mano de obra comunitaria a la economía local, aumentando su población en un 20,7%. Este crecimiento demográfico se ha desacelerado en la última década, con una subida registrada del 5% hasta la actualidad.
En 2022, cuando la población alcanzó los 7866 habitantes, el número de inscritos en el padrón municipal nacidos en el extranjero fue de 1768, aproximadamente el 22,5% de la población total. El 87% de la población inmigrante proviene de tan solo dos países de origen: Rumanía, con 777 nacionales, y Marruecos, con 761. En tercer lugar se situaría Polonia, con 45 nacionales, de los que 33 son mujeres. La población de origen asiático la constituyen 35 residentes, mientras que la de origen americano, 11.

## Economía
La realidad socioeconómica actual de Rociana del Condado se sustenta sobre dos ejes económicos fundamentales: la agricultura y la construcción, que ocupan al 74,8% de la población activa. 

### Agricultura

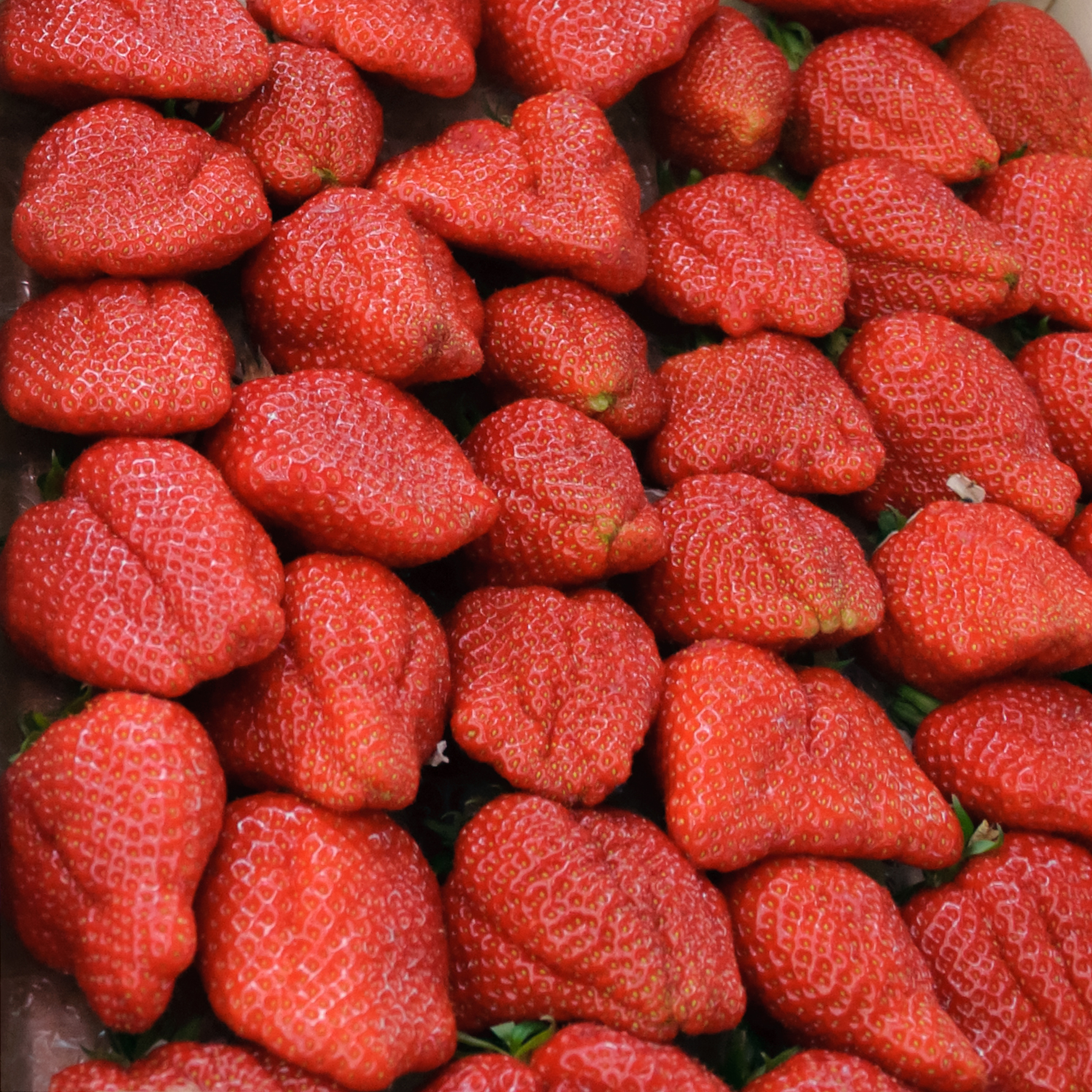
El cultivo del fresón es uno de los pilares de la economía local.

La economía de Rociana del Condado se basa en parte en la agricultura, sector en el que trabaja el 60% de la población activa. Al igual que otros municipios del Condado, en Rociana están presentes dos tipos de agricultura bien diferenciados. Por un lado, los cultivos de la trilogía mediterránea (cereal, vid y olivo), generalmente de secano. Junto a éstos, la nueva agricultura de cultivos bajo plástico, más tecnificada y de regadío, se afianza como alternativa debido a los mayores beneficios que genera el fresón.

#### Vid
El cultivo más extendido es el viñedo, que tiene una gran importancia social, económica e histórica. Con casi 2000 hectáreas Rociana es uno de los principales productores de vino del Condado. La producción alcanza los 11,5 millones de litros que llegan al mercado bajo las marcas Viña Gamo o Viña Contreras, entre otras. En el siglo XX, Rociana del Condado llegó a ser el primer productor de vino del Condado, llegando a contar con más de 200 bodegas y 2 alcoholeras. A pesar de todo esto, actualmente tan solo dos bodegas forman parte de la Denominación de Origen Condado de Huelva: la Cooperativa Vitivinícola Ntra. Sra. del Socorro y Bodegas Contreras Ruiz. Ambas pueden ser visitadas.
- La Cooperativa Vitivinícola Ntra. Sra. del Socorro fue fundada en 1957. Tiene nave con depósito para la fermentación controlada por frío que, en el año 2000 fue renovada conforme a los últimos avances, contando en la actualidad con 82 conos de almacenaje de acero inoxidable para lograr la más alta calidad en la crianza de sus caldos. Posee más de 300 socios actualmente.

- Bodegas Contreras Ruiz. Se trata de un conjunto bodeguero de finales del siglo XIX. Está formado por un patio central donde se ubica el edificio principal, de planta basilical de tres naves con arcos de medio punto sobre pilares utilizada para botas de envejecimiento. El material de factura es el ladrillo y tiene cubierta de madera a dos aguas con teja árabe. Al exterior destaca el blanco de sus muros salpicado por esbeltas pilastras en color albero. El resto de dependencias se abren al patio y tienen función de almacenaje y trabajadero.

A pesar de la enorme importancia que tiene el cultivo de la vid en la localidad, este se halla en retroceso. Y se ha llegado a ello por causas relacionadas con factores estructurales, como el estancamiento de los precios del vino, el aumento progresivo de los costes, el envejecimiento de la población agraria y otras de tipo coyuntural, como la sequía y la caída de los rendimientos.
Todo esto también se ve afectado por la nueva agricultura de regadío, principalmente el fresón y la frambuesa, con los que se obtienen mayores rendimientos y hace que los agricultores se decanten hacia estos cultivos. Pero todavía, por su superficie, la vid es el cultivo más importante del municipio, con un 31,5% de la tierra cultivada y un 17,1% de la superficie municipal, siendo actualmente Rociana el segundo productor de vino del Condado de Huelva.

#### Frutos rojos
El fresón y la frambuesa genera un gran número de jornales al año y se ha convertido en uno de los pilares de la economía local. Las escasas 100 hectáreas cultivadas en su término municipal se completan con otras 300 en tierras del vecino pueblo de Almonte. Empresas como la S.A.T. "Condado de Huelva", Hortofrutícola de Rociana S.C.A. y Lujovi S.C.A. comercializan millones de kilos en los mercados nacionales e internacionales.

### Otros
Los subsectores ganadero y forestal se hallan escasamente imbricados en la economía local, por diferentes motivos. La ganadería es escasa, hasta el punto de que la carga ganadera solo sobrepasa los niveles provinciales en equinos, lo que está relacionado, sin duda, con las actividades lúdicas y romeras.
El aprovechamiento forestal, según datos de Ibersilva (1996), se extiende por casi 3500 hectáreas. La mayor parte de esta superficie se localiza al oeste del municipio, entre los arroyos del Colmenar y Moriana y en la totalidad del sector Sur. Los árboles predominantes son el eucalipto y el pino, especies de crecimiento rápido que se adaptan bien a los suelos limo-arenosos y que no necesitan labores costosas. También perviven algunos restos de alcornoque autóctono y de bosques-galería. Estos usos forestales coinciden con la gran propiedad, destacando dos fincas: "La Vaqueriza", de 1964 hectáreas, y una segunda de la Empresa Nacional de Celulosas de 507 hectáreas.

### Evolución de la deuda viva municipal
| Gráfica de evolución de Deuda viva del Ayuntamiento de Rociana del Condado entre 2008 y 2021                                |
| |
| Deuda viva del Ayuntamiento de Rociana del Condado en miles de Euros según datos del Ministerio de Hacienda y Ad. Públicas. |

## Patrimonio arquitectónico
El centro histórico de la localidad fue declarado Bien de Interés Cultural en la categoría de Conjunto Histórico mediante el Decreto 275/2002 de la Consejería de Cultura de la Junta de Andalucía, publicado en el Boletín Oficial de la Junta de Andalucía nº136 del 21 de noviembre de 2002, dotando de esta protección oficial a la mayor parte de sus edificios de interés que se encuentran dentro de la delimitación del conjunto.
El edificio más destacado dentro del municipio, tanto por su ubicación como por sus proporciones, es la iglesia parroquial de San Bartolomé. Se trata de un templo de estilo neobarroco con una gran torre que se erige en el centro del pueblo. Su construcción se llevó a cabo entre los años 1936 y 1958 bajo las órdenes del arquitecto José María Pérez Carasa, en el lugar en el que se ubicaba la anterior iglesia de estilo neomudéjar, la cual fue destruida durante la Guerra Civil. Este mismo arquitecto fue el encargado de acometer la reforma de la casa consistorial entre 1940 y 1945, la cual se encuentra muy próxima a la iglesia y es de estilo barroco, datando el edificio original de mediados del siglo XVIII.

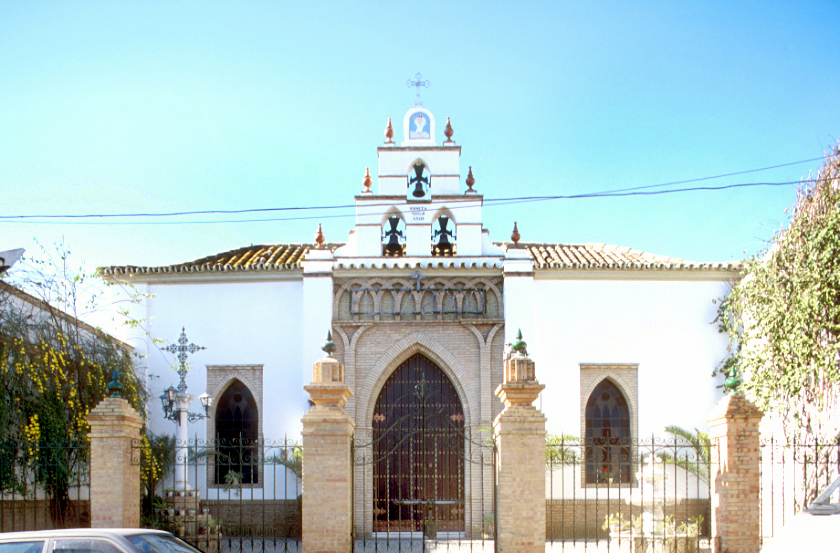
Ermita de San Sebastián

Entre los edificios religiosos, además de la mencionada iglesia, cabe mencionar la ermita de San Sebastián del siglo XVIII y de estilo neomudéjar, sede de la Santa Cruz de la calle La Fuente, y la ermita de Nuestra Señora del Socorro de estilo barroco, que data de 1749 y en la cual se encuentra la patrona de la localidad, Nuestra Señora del Socorro Coronada, obra anónima del siglo XVI, atribuida a Jerónimo Hernández. Otros edificios religiosos de interés son la Capilla de la Santa Cruz de Arriba y la capilla de la Santa Cruz de la calle Las Huertas, en las cuales se encuentran las cruces de mayo homónimas.

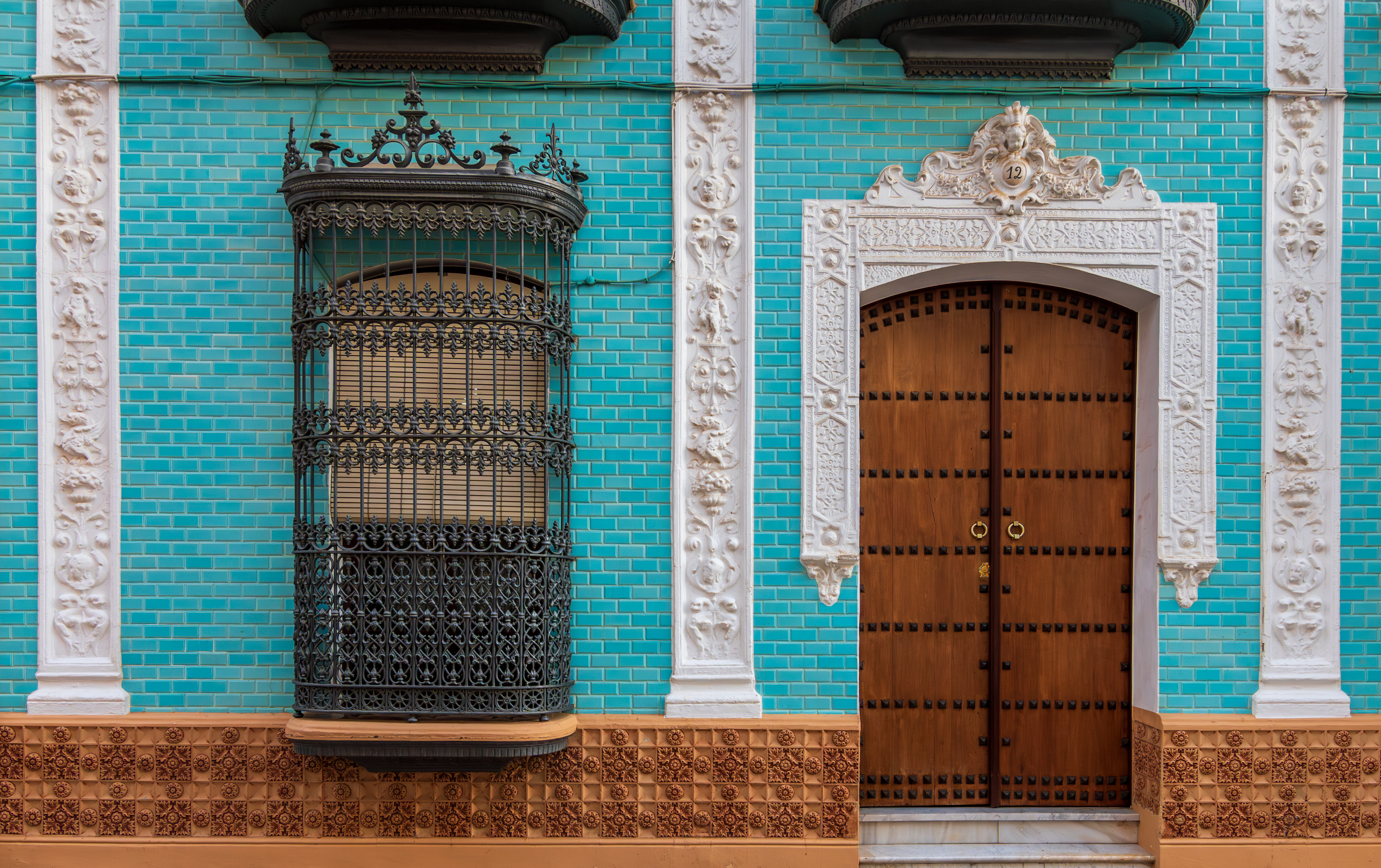
Casa señorial.

La arquitectura civil reseñable se encuentra formada por distintos edificios diseminados por la localidad, algunos con mejor estado de conservación que otros. La Hacienda, la Torre de los Alicantinos, la Torre del Alambique y las Bodegas de San Antonio son algunas de las edificaciones que forman parte del pasado agrícola-industrial de Rociana del Condado y que se han conservado hasta hoy día. Las Casas Señoriales del casco histórico y que se encuentran distribuidas por las diferentes calles del centro son fruto de la riqueza generada por la industria vitivinícola en Rociana a principios del pasado siglo. En la misma línea, pero manteniendo aún su uso, se pueden visitar las Bodegas Contreras Ruiz. Otros edificios civiles destacables son la Casa de la Cultura de estilo barroco, la cual fue en su origen un convento y posteriormente ermita de San Bartolomé, así como el mencionado Ayuntamiento, el mercado de abastos y la plaza del Llano, donde se encuentra una gran farola de hierro forjado y un busto del poeta Odón Betanzos realizado por el escultor rocianero Elías Rodríguez Picón.

## Patrimonio natural
Rociana del Condado forma parte de la Comarca de Doñana. En su término destacan tanto los cultivos más tradicionales de secano (vid, olivo y trigo) como los modernos de regadío, principalmente el fresón y la frambuesa. Una posible ruta para conocer sus enclaves naturales es la de La Vaqueriza, a través de la cual se observan grandes eucaliptales, pinares y alcornocales. Por su proximidad al parque nacional de Doñana y sus características ecológicas, es zona de campeo del lince, el felino más amenazado del mundo. Junto a la ribera del arroyo de la Vaqueriza, nos encontramos con poblaciones de fresnos, sauces, brezos y mirtos junto con plantas acuáticas y de bordes como junco, zarza y plantago acuática.

## Fiestas y folclore
Las fiestas de Rociana del Condado sigue el ciclo festivo de otras muchos pueblos del Condado. En ellas podemos disfrutar de la convivencia con su gente y disfrutar de la peculiaridad y distinción de cada una de ellas.

### Semana Santa
Esta fiesta está adquiriendo cada vez mayor importancia, debido al fervor popular que los rocianeros tienen a la Semana Santa. Son tres las hermandades que procesionan en la actualidad y parten todas ellas desde la parroquia. Son hermandades que poseen un nuevo patrimonio, debido a que muchas de las imágenes se perdieron durante la Guerra Civil, pero son de una belleza y dramatismo enorme que conmueven al fiel. La Semana Santa rocianera comienza el Domingo de Ramos con la Borriquita, El Cautivo procesiona el miércoles Santo y finaliza el Viernes Santo con la Hermandad Sacramental de Ntro. Padre Jesús Nazareno y María Stma. De los Dolores. 

### Cruces de Mayo

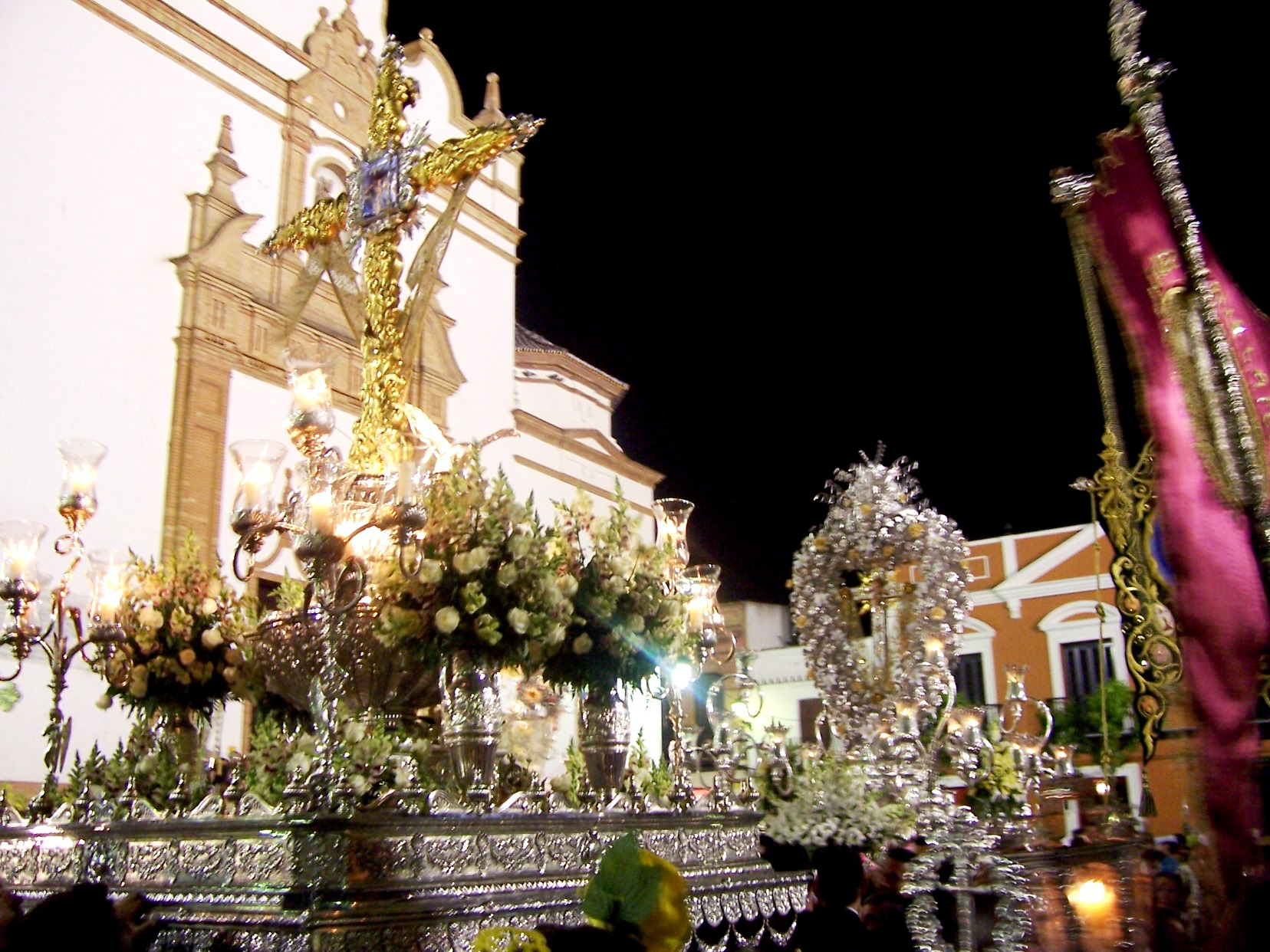
Cruces de Mayo.

Se trata de las fiestas que más arraigo y tradición tienen entre los rocianeros. Se celebran durante los meses de mayo y junio, y por sus características y peculiaridades hace que sea distinta a las Cruces que se festejan en otros pueblos del Condado y de la provincia. Rociana cuenta con nueve Cruces de Mayo: Santa Cruz de la calle Nueva, Santa Cruz de la calle Almonte, Santa Cruz de la calle Cabreros, Santa Cruz de la calle Sevilla, Santa Cruz de la calle Las Huertas, Santa Cruz de la calle Orozco, Santa Cruz de la calle Candao, Santa Cruz de Arriba y Santa Cruz de la calle La Fuente. Sin embargo, hay que resaltar que hoy en día tan solo las cinco últimas procesionan en esta fiesta.
Los actos principales se desarrollan en el primer fin de semana de mayo. El sábado por la noche cada Cruz hace el recorrido que la separa de su capilla, donde se encuentra durante todo el año, hasta la iglesia parroquial de San Bartolomé. En la mañana del domingo y tras la misa, las Cruces procesionan conjuntamente y en un orden establecido por las calles de nuestro pueblo entre los vivas de sus comitivas respectivas. Ciertamente es una de las mañanas más bonitas del pueblo cuando desde una plaza atestada de gente y bajo el repique de campanas, se ve salir por la puerta de la nave central de la iglesia a estas cinco Cruces tan engalanadas. Por último, ese mismo día por la noche vuelven a desfilar pero acabando esta vez en la plaza de España donde darán lugar las tan tradicionales como esperadas "Cabezás", saludo de despedida entre las Cruces que simboliza las tres caídas de Cristo en la Cruz.

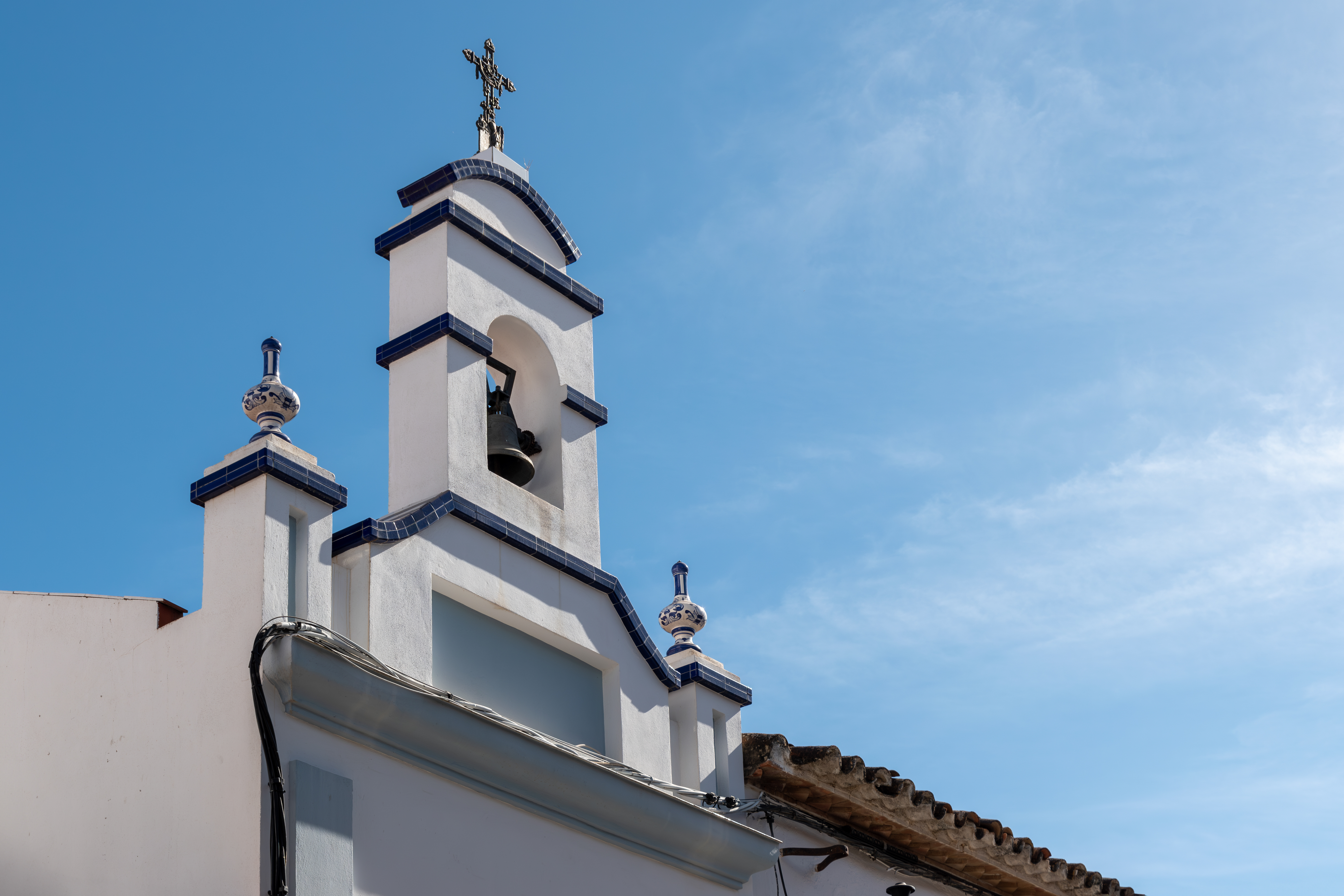
Espadaña de la Capilla de la Santa Cruz de la Calle Las Huertas

Durante la primera quincena de mayo la Santa Cruz de Arriba celebra una tradicional verbena con el Acto de Proclamación de la Romera Mayor. Además, celebra el típico Romerito el fin de semana siguiente a la procesión de las Cruces. En la segunda quincena de mayo, es el turno de la Santa Cruz de la calle La Fuente, que también celebra una verbena con la Coronación de la Reina de las Fiestas. Mencionar como fiestas de esta Cruz, por un lado, la Charanga, que durante toda la madrugada visita a la Reina y Damas, y por otro, su Romerito. Destacar que estas dos Cruces son acompañadas por afamadas bandas de música como la Agrupaciones Musicales Virgen de los Reyes, Cena de Huelva, Lágrimas de San Fernando o Pasión de Linares, las Bandas de Cornetas y Tambores Las Cigarreras, Tres Caídas de Triana,la Virgen de la Salud,...
A finales de junio la Santa Cruz de la calle Candao celebra en una verbena popular con un toro de fuego.
Para finalizar, resaltar la fe y la devoción que todos sus devotos tienen hacía su Santa Cruz y que queda patente en cada uno de los actos que se celebran en honor a las Cruces de Mayo de Rociana del Condado.

### Romería del Rocío
Rociana del Condado, en los días previos al Rocío, realiza su tradicional camino hacia la aldea almonteña. Este evento tiene una gran tradición entre los rocianeros, incluso antes de la fundación de la Hermandad, en 1919, la cual ocupa el undécimo lugar de antigüedad entre las 112 Hermandades filiales. Una misa de romeros en la iglesia de San Bartolomé marca el punto de partida en esta peregrinación hacia la aldea almonteña. Antes de partir, el Simpecado se acerca en procesión hacia la ermita de Nuestra Señora del Socorro a la que se reza una Salve. La Hermandad atraviesa el camino de Bonares hasta realizar parada en el Pino Cáceres, para rezar el Ángelus, más tarde continuará su peregrinar hacia la aldea almonteña. Cuenta con una de las comitivas más numerosas. Destacar el momento de su presentación ante la Blanca Paloma y el paso de ésta por su Casa Hermandad, situada en El Real del Rocío.

### Fiesta de la Virgen del Socorro
Ntra. Sra. del Socorro es la Patrona de Rociana del Condado. Dicha imagen es una obra anónima del siglo XVI aunque se le atribuye a Jerónimo Hernández. El 14 de agosto, víspera de la festividad de la Asunción de la Virgen, Rociana celebra el traslado y procesión de su Patrona, la Virgen del Socorro, por las calles de la localidad hacia la iglesia. En la parroquia aguardará hasta el día 8 de septiembre, festividad de Ntra. Sra. del Socorro, en el que se celebra una procesión desde la iglesia hacia su ermita entre el cariño y vivas de su pueblo.
Uno de los últimos días del mes de septiembre los rocianeros acompañan el Simpecado de la Stma. Virgen del Socorro para celebrar una Romería en honor a su Patrona.
En las fiestas de septiembre de 2004 la imagen fue coronada canónicamente. Cada diez años realiza una procesión extraordinaria durante todo el día del 24 de diciembre.

### Feria de Agosto
La Feria de la localidad está dedicada al patrón, San Bartolomé, que conmemora su festividad en día 24 de agosto. Se trata del preludio de la recogida de la cosecha, antesala festiva de la vendimia. Durante cinco días se celebran actos culturales, deportivos, destacando los actos que tienen lugar en el amplio recinto ferial, el cual cuenta con numerosas casetas particulares, caseta municipal y caseta joven además de las distintas atracciones.

### Quema de las Gamonitas

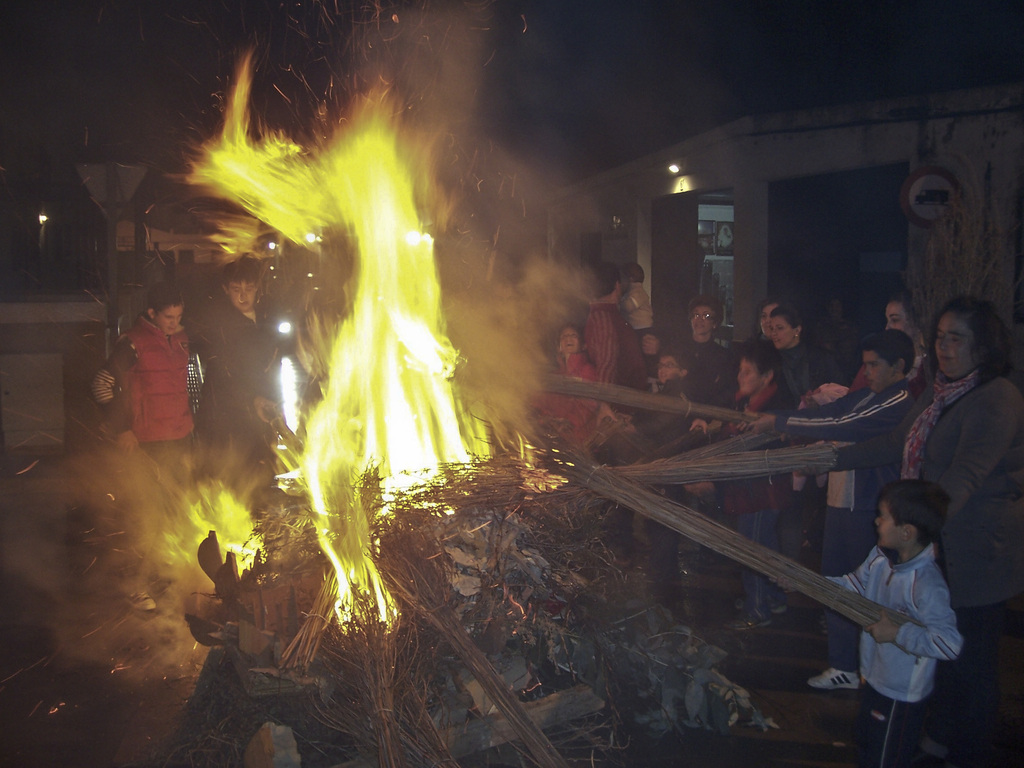
La Quema de las Gamonitas se celebra cada 7 de diciembre, con motivo de las fiestas de la Inmaculada Concepción.

La Quema de las Gamonitas se celebra en la vísperas de la festividad de la Inmaculada Concepción, el 7 de diciembre. La festividad consiste en el encendido de hogueras y la quema de gamonitas. Los vecinos elaboran antorchas con las hojas secas de gamonitas y las prenden en las candelas que se esparcen por todas las calles de la localidad.

### Día de San Sebastián
La Hermandad de la Santa Cruz de la calle La Fuente tiene su sede en la ermita de San Sebastián de la localidad desde 1978: ese mismo año adquirió una imagen de San Sebastián, por lo que se encarga de todos los festejos dedicados a dicha imagen. Los actos se realizan el 20 de enero, día de San Sebastián, en él se celebra una misa en la iglesia parroquial de San Bartolomé. El domingo siguiente se realiza la procesión principal de San Sebastián Mártir siendo acompañado por una Banda de Música y multitud de aldeanos. A continuación, en la caseta municipal, se instala una barra benéfica a precios populares con todo tipo de tapas y platos típicos.

## Deportes
El equipo local de fútbol es el Club Deportivo Rociana. Fue fundado en 1928. Ascendió a la primera división andaluza en el año 2019, categoría en la que actualmente se encuentra. Su mejor resultado hasta la fecha lo obtuvo en la temporada  2021/22. El equipo quedó en la 1.ª posición de su grupo, llegando a la final de las eliminatorias de ascenso a la siguiente división, donde fue vencido por el C.D. Moguer por la mínima.
El estadio en el que juega se denomina "Manuel Pérez Macario", en honor al exfutbolista rocianero Manuel Pérez Orihuela. Su equipación titular está formada por camiseta roja y blanca, pantalón y medias blancos, mientras que la alternativa es con una camiseta azul y blanca y unos pantalones y medias blancos.